# Языки сара
Языки сара включают примерно 15 языков. Распространены в основном на юге Чада, некоторые также на севере ЦАР. Относятся к гипотетической нило-сахарской макросемье, центральносуданской семье. Такер и Брайан (Tucker and Bryan, 1966) рассматривали языки сара как диалектный континуум, состоящий из нескольких взаимопонятных языков, тогда как Дж. Гринберг (1966) рассматривает все языки сара как один язык.
В состав языков сара входят следующие языки (диалекты): Sara Majingay (Sar), Gulai, Mbai, Gamba, Kaba, Dendje, Laka.

## Письменность
Алфавит для языков сара: A a, A̰ a̰, B b, Ɓ ɓ, D d, Ɗ ɗ, E e, Ḛ ḛ, Ǝ ә, G g, H h, I i, Ḭ ḭ, J j, K k, L l, M m, Mb mb, N n, Nd nd, Ng ng, Nj nj, O o, O̰ o̰, Ɔ ɔ, P p, R r, S s, T t, U u, Ṵ ṵ, W w, Y y, Y̰ y̰.